# Entretien avec un vampire (bande originale)
Original Motion Picture Soundtrack - Interview With the Vampire, composé par Elliot Goldenthal, est la bande originale distribué par Geffen Records, du film fantastique américain, réalisé par Neil Jordan, Entretien avec un vampire, sortis en 1994.

## Liste des titres
| 1.    | Libera Me                 | Elliot Goldenthal | 2:47 |
| 2.    | Born to Darkness Part I   | Elliot Goldenthal | 3:04 |
| 3.    | Lestat's Tarantella       | Elliot Goldenthal | 0:46 |
| 4.    | Madeleine's Lament        | Elliot Goldenthal | 3:06 |
| 5.    | Claudia's Allegro Agitato | Elliot Goldenthal | 4:46 |
| 6.    | Escape to Paris           | Elliot Goldenthal | 3:09 |
| 7.    | Marche Funèbre            | Elliot Goldenthal | 1:50 |
| 8.    | Lestat's Recitative       | Elliot Goldenthal | 3:39 |
| 9.    | Santiago's Waltz          | Elliot Goldenthal | 0:37 |
| 10.   | Théâtre Des Vampires      | Elliot Goldenthal | 1:18 |
| 11.   | Armand's Seduction        | Elliot Goldenthal | 1:51 |
| 12.   | Plantation Pyre           | Elliot Goldenthal | 1:59 |
| 13.   | Forgotten Lore            | Elliot Goldenthal | 0:31 |
| 14.   | Scent Of Death            | Elliot Goldenthal | 1:40 |
| 15.   | Abduction & Absolution    | Elliot Goldenthal | 4:42 |
| 16.   | Armand Rescues Louis      | Elliot Goldenthal | 2:07 |
| 17.   | Louis' Revenge            | Elliot Goldenthal | 2:36 |
| 18.   | Born to Darkness Part II  | Elliot Goldenthal | 1:11 |
| 19.   | Sympathy for the Devil    | Guns N' Roses     | 7:35 |
| 49:14 |                           |                   |      |